# Liste von Persönlichkeiten aus Soazza
Diese Liste enthält in Soazza geborene Persönlichkeiten und solche, die in Soazza ihren Wirkungskreis hatten, ohne dort geboren zu sein. Die Liste erhebt keinen Anspruch auf Vollständigkeit.

## Persönlichkeiten
(Sortierung nach Geburtsjahr)
- Familie Sonvico von Soazza und Mesocco.  Familie aus dem Misox, ab 1247 in Soazza[1][2][3]
  - Antonio Sonvico (Tonin) (* um 1515 in Soazza; † nach 1559 ebenda) bekannte sich zur Reformationer und reist nach Zürich, um den reformierten Pfarrer Giovanni Beccaria abzuholen[3]
  - Giovanni Pietro Sonvico (* um 1520 in Soazza; † nach 1583 ebenda), Arzt, Talkanzler, Notar, Kommissar in Chiavenna, Vikar in Sondrio[1][2][4][3]
  - Giovanni Antonio Sonvico (* um 1550 in Soazza; † 1618 ebenda), 1602 als Alt-Landammann im Rheinwald bezeichnet, Vikar im Veltlin 1591, Schiedsrichter zur Feststellung der Grenzen des Gotteshauses Pfäfers 1602, Bote der Drei Bünde beim Abschluss des Bündnisses mit Bern, Gesandter der Drei Bünde in Mailand[1][5][6]
  - Giovanni Sonvico (* um 1568 in Soazza; † um 1616 ebenda), Theologe[2][7]
  - Tommaso Sonvico (* 1691 in Soazza; † 1724 ebenda), Anwalt und Notar in Soazza[2][3]
  - Tommaso Maria Sonvico (* 1724 in Soazza; † 1793 ebenda), Bankier bei Thurn und Taxis in Regensburg[1][2]
  - Rodolfo Sonvico (* 1783 in Soazza; † 1864 in Innsbruck), Kaminfegermeister[2]

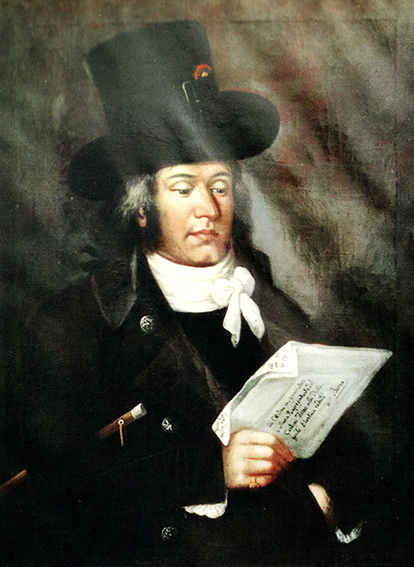
Clemente Maria a Marca

- Filippo de Zuri (* um 1750 in Soazza; † 1803 in Welehrad), Abt im Kloster Velehrad in Mähren[8][9]

- Familie a Marca.
- Clemente Maria a Marca (1764–1819), Podestà von Teglio, Präsident des Bündner Grossen Rats, Mitglied der Kleinen Rats
- Giuseppe a Marca (1799–1866), Anwalt, Politiker, Bündner Grossrat, Kleinrat und Ständerat

- Familie Toschini. [10][11]
  - Francesco Nicolao Maria Toschini (* 1757 in Soazza; † 1821 ebenda), Doktor, Theologe, Propst[12]
  - Giovanni Francesco Toschini (* 1825 in Soazza; † 1879 ebenda), letzter Propst[13]

- Familie Antonini. [14]
  - Rodolfo Antonini (* um 1586 in Soazza; † 1659 ebenda), Arzt, Vikar in[15]
  - Giovanni Pietro Antonini (* 1612 in Soazza; † 1692 ebenda), Podestà in Tirano[16][3]

- Familie Zimara. [17]
  - Celestino Zimara (* 1901 in Soazza; † 1967 ebenda), Theologe, Lehrer der Apologetik und Dogmatik[18][19]

- Familie Zarro. [20]
  - Giovanni Zarro (* um 1610 in Soazza; † nach Februar 1675 in Krakau), Architekt[21]
  - Stanislao Zarro (* um 1615 in Soazza; † nach 1683 in Krakau), Stuckateur[22]
  - Francesco Zarro (* um 1620 in Soazza; † nach 1674 in Krakau), Bildhauer, Stuckateur, Architekt[23][3]
  - Pietro Zarro (* um 1680 in Soazza; † nach 1726 ebenda ?), Künstler. In Graz in den Jahren von 1712 bis 1726 war er bezeugter Stuckateur, Autor von Ausschmückungen in der Kirche Maria-Rast bei Maribor (1721) und in der Welschen Kirche in Graz (1722)[24]
  - Don Gioachimo Zarro (* 24. Mai 1871 in Soazza; † 22. März 1944 ebenda), vierzehnjahrelang Pfarrer von Roveredo GR[25]
  - Anita Zarro-Pelloni (* 10. Dezember 1913 in Soazza; † 12. Juni 2007 in Griechenland), Wohltäterin, ehemalige Dirigentin der Fondazione Soldati aus Neggio und der Fondazione Lucia Solari aus Lugano[26][27]

- Familie Ferrari.  Bürgergeschlecht aus Soazza, seit 1272 bezeugt. Im Misox stellte die Familie einige Chorherren und Stiftsvikare des Kollegiatstifts San Vittore sowie ab dem 16. Jahrhundert viele Amtspersonen (Kanzler, Fiskal, Statthalter, Ministerialen, Richter)[28][29]
  - Doktor Giovanni Pietro Ferrari (* 1642 in Soazza; † 1702 ebenda), Kommissar in Chiavenna[30]
  - Rodolfo Ferrari (* 1655 in Soazza; † nach 1719 ebenda), Podestà in Teglio[31][3]
  - Giuseppe Maria Ferrari (* 1786 in Soazza; † 1851 ebenda), Kommissar in Chiavenna[32][3]

- Familie Bianco. [33]
  - Antonio Francesco Bianco (* 2. Mai 1709 in Soazza; † nach 1. September 1747 in Heilbronn), Kaufmann. Clemente Maria Fulgenzio Toschini aus Soazza leiht 11.000 kaiserlichen Gulden an Antonio Francesco Bianco, Kaufmann mit Sitz in Heilbronn am Neckar. Zinsen: 4 %> pro Jahr.[34]

- Familie Santi. [35]
  - Cesare Santi (* 13. April 1939 in Bellinzona; † 24. Dezember 2015 in Mendrisio), ehemaliger Zoll (Behörde), Historiker, Genealogist, Ehrenbürger von Soazza[36][37]

- Pasquale Mantovani (* 1. April 1858 in Soazza; † 7. August 1922 in Scuol), Priester, Professor, Präfekt und später Oekonom am Kollegium in Schwyz (Gemeinde), Domherr von Chur im Mai 1913, gründete und leitete 11 Jahre die Zeitschrift Grüsse aus Maria Hilf, verfasste eine deutsche Grammatik für Italiener: Nuovo metodo per la lingua tedesca[38]
- Leonardo Bertossa (* 13. Oktober 1892 in Soazza; † 22. Juni 1968 in Bern), Journalist, Schriftsteller, Beamter im Eidgenössischen Justiz- und Polizeidepartement in Bern[39]